# Sibon dimidiatus
Sibon dimidiatus är en ormart som beskrevs av Günther 1872. Sibon dimidiatus ingår i släktet Sibon och familjen snokar. IUCN kategoriserar arten globalt som livskraftig. Inga underarter finns listade i Catalogue of Life.
Arten förekommer i Centralamerika från södra Mexiko till Costa Rica. Honor lägger ägg.